# Liberale Frauen
Die Liberalen Frauen sind eine 1990 in Hamburg gegründete, unabhängige politische Frauenorganisation. Sie stehen der FDP nahe und wurden von dieser 1994 als Vorfeldorganisation offiziell anerkannt.

## Geschichte
1972 verabschiedete die FDP als erste der Bundestagsparteien ein Programm zur Gleichberechtigung der Frau. 1987 beschloss der Bundesvorstand der FDP einen Frauenförderplan mit dem Ziel, den Anteil der Frauen in den Vorständen und Parlamenten zu erhöhen. Auf dem dritten Frauenkongress der FDP in Hamburg im Herbst 1990 wurde aus den Reihen der 600 Teilnehmerinnen Kritik an der Frauenförderpolitik der FDP geäußert. Daraufhin wurde auf Initiative von Irmgard Adam-Schwaetzer die Bundesvereinigung Liberale Frauen e. V. gegründet.
Dieser Verband stand zunächst neben bereits bestehenden Frauenorganisationen der FDP. So gab es beispielsweise FDP-Frauenausschüsse in NRW oder FDP Landesarbeitskreise wie in Niedersachsen. Die Gründung der Liberalen Frauen fand daher keine Unterstützung durch den Parteivorsitzenden Otto Graf Lambsdorff und die Generalsekretärin Cornelia Schmalz-Jacobsen.
1997 war die Mitgliederzahl auf 450 angewachsen.

## Hintergrund und politische Arbeit
Die Organisation der knapp tausend Mitglieder aller Altersgruppen erfolgt, ähnlich wie bei den Parteien, in Bundesverband und bisher 15 Landesverbänden.
Die Mitglieder arbeiten in verschiedenen Bundes- und Landesfachausschüssen aktiv an der Politik der FDP mit. Darüber hinaus haben sie auf allen Parteitagen der FDP das Recht politische Anträge einzubringen und Redebeiträge zu halten.
Die Liberalen Frauen unterstützen und fördern Kandidaturen von Frauen innerhalb der Partei, sprechen gezielt Frauen an und suchen den Kontakt zu anderen Frauenorganisationen.
Im Jahr 2004 hat die Mitgliederversammlung ein eigenes Grundsatzprogramm unter dem Titel Für eine gendergerechte Gesellschaft verabschiedet. Ziel des Programms war die Erhöhung der Chancengleichheit innerhalb der Gesellschaft.
Unterlagen der Liberalen Frauen werden im Archiv des Liberalismus der Friedrich-Naumann-Stiftung für die Freiheit in Gummersbach (NRW) aufbewahrt.
Auf Beschluss des FDP-Bundesvorstandes kann die Bundesvorsitzende der Liberalen Frauen an seinen Sitzungen ohne Stimmrecht teilnehmen, sofern sie Mitglied der FDP ist.

## Bundesvorsitzende

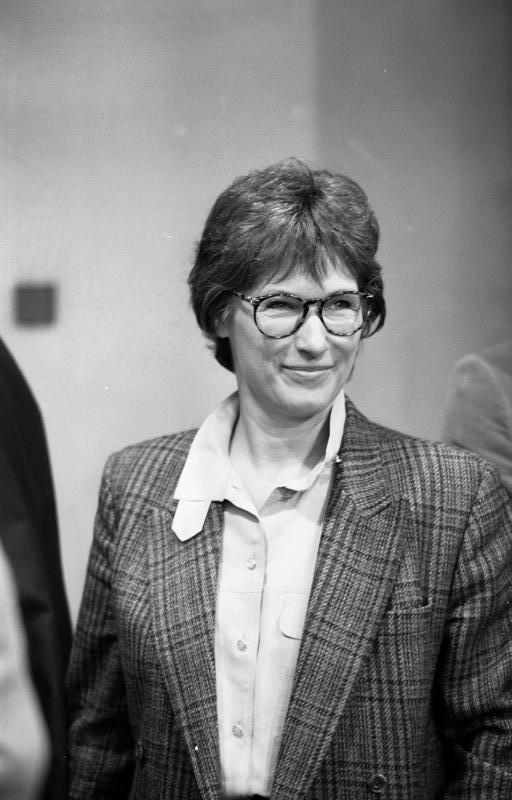
Irmgard Schwaetzer 1991, Ehrenvorsitzende der Liberalen Frauen

- Irmgard Schwaetzer 1990–
- Ina Lenke 2001–2006
- Sibylle Laurischk 2006–2008
- Mieke Senftleben 2008–2010
- Doris Buchholz 2010–2014
- Gesine Meißner 2014–2016
- Katja Grosch 2016–2020
- Jacqueline Krüger 2020–2024
- Anke Hillmann-Richter seit 2024